# ویسبادن-دوتسهایم
ویسبادن-دوتسهایم (به آلمانی: Wiesbaden-Dotzheim) یک منطقهٔ مسکونی در آلمان است که در ویسبادن واقع شده‌است. ویسبادن-دوتسهایم  ۲۶٬۱۰۹ نفر جمعیت دارد.